# Chartreuse Notre-Dame-de-la-Rose
La chartreuse Notre-Dame-de-la-Rose est un monastère de l'ordre des chartreux fondé en 1384.

## Histoire
La chartreuse Notre-Dame-de-la-Rose est fondée en 1384 à l'extérieur de la porte Saint-Hilaire de Rouen par l'archevêque Guillaume de Lestrange, qui y est enterré en 1388. Les bâtiments sont achevés en 1395. Leur position les prédispose à servir de point d'appui à tous les assiégeants de la ville, ce qui a lieu lors du siège de Rouen de 1418.
Le cloître est construit ou reconstruit par Robert Girard vers 1557. Elle est dévastée par les calvinistes, lors du siège de Rouen en 1562, puis lors du siège de 1591-1592 par Henri IV. Le monastère demeure inoccupé de 1561 à 1593. Il reprend vie ensuite et le noviciat rouvre.
Depuis la fondation de la chartreuse toute proche de l'ancienne léproserie Saint-Julien en 1667, il est question d'unir les deux maisons ; elles ont quelque temps le même prieur. L'union est prononcée en 1682 au profit de Saint-Julien. Le révérend père général ordonne la démolition des bâtiments pour éviter que, par tentation, s'y établissent quelques religieux isolés sans vie régulière.
Elle est presque entièrement détruite en 1703. Les matériaux sont remployés pour la construction du couvent des chartreux du Petit-Quevilly.
Une rue de Rouen porte le nom de La Petite-Chartreuse en son souvenir.

## Personnalités liées à la chartreuse de la Rose
Prieurs
- 1669 : Léon Le Vasseur (1623-†1693), né à Paris, il fait profession à la chartreuse de Bourbon-lès-Gaillon, le 25 mars 1643. Vicaire de la maison en 1653, il devient prieur de La Rose, en 1669 et convisiteur de la province de France. Il est en même temps prieur de Rouen (Saint-Julien) en 1679. En 1681, il est appelé à la Grande Chartreuse comme scribe.

## Illustrations
Le livre des Fontaines (1519/1526) comporte une vue de la chartreuse dans son enceinte .
Une lithographie de 1863 de l'artiste rouennais Aristide Prévot (graveur Alexandre de Bar) est reproduite dans Le Magasin pittoresque : elle représente une rare vue des vestiges de la chartreuse (lire en ligne sur Gallica).